# 仙当城
仙当城（せっとじょう/せんどうじょう）は、長野県下水内郡栄村にあった日本の城。栄村指定史跡に指定されている。

## 概要
永禄・天正のころ、上杉謙信の家臣である市河定顕が築き、居城していた。1598年（慶長3年）に上杉景勝が会津に転封となった際に市河氏もそれに従い、廃城となった。

## 現状
堀切や土塁、横堀などの遺構が残っている。
2022年（令和4年）1月27日に栄村の史跡に指定された。